# مگنولیا (مینه‌سوتا)
مگنولیا، مینه‌سوتا (به انگلیسی: Magnolia, Minnesota) یک سکونتگاه مسکونی در ایالات متحده آمریکا است که در شهرستان راک واقع شده‌است.

## خصوصیات
مگنولیا ۲٫۰۲ کیلومترمربع مساحت و ۲۲۲ نفر جمعیت دارد و ۴۶۵ متر بالاتر از سطح دریا واقع شده‌است.